# Festival Internacional de Cinema de Newport

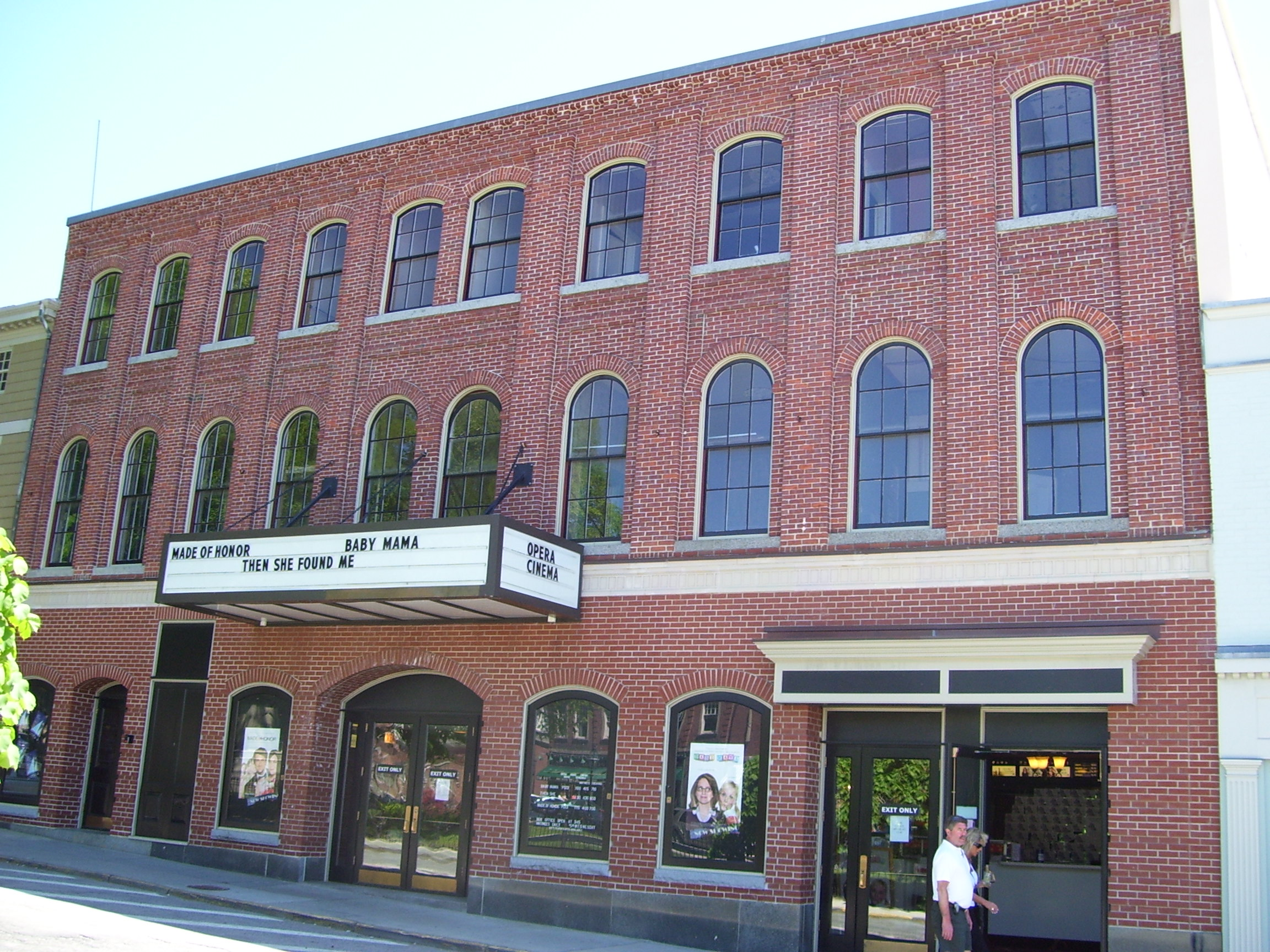
Opera House Theater a Washington Square a Newport. Actualment en renovació i ja no s'hi projecten pel·lícules

El Newport International Film Festival va ser un festival de cinema anual a Newport (Rhode Island), establert el 1998.
El Newport Film Festival se celebrava generalment la primera setmana de juny i presentava diverses pel·lícules internacionals a diversos cinemes locals. El 1998 Christine Schomer, Nancy Donahoe i Pami Shamir van cofundar el festival.
L'últim festival programat va ser del 3 al 7 de juny de 2009. La directora executiva de l'últim festival va ser Jennifer Maizel.
Les projeccions, els llocs i l'itinerari de Newport del festival s'han absorbit en gran part en dos festivals: el seu successor NewportFILM i, en menor mesura, el preexistent Festival Internacional de Cinema de Rhode Island. Igual que amb el Newport International Film Festival, ambdós festivals ofereixen projeccions de Newport al Jane Pickens Theatre, l'única sala de cinema de la ciutat.